# Real Felipe
Die Real Felipe war ein 114-Kanonen-Linienschiff der spanischen Marine, das von 1732 bis 1748 in Dienst stand.

## Geschichte

### Entwicklungsgeschichte und Bau
Im Rahmen des Krieges der Quadrupelallianz von 1717 bis 1720 hatte die spanische Marine starke Verluste hinnehmen müssen (siehe die Seeschlacht vor Kap Passero). Als Ersatz dieser Verluste wurde 1722 ein Bauprogramm für 11 Linienschiffe und 9 Fregatten veranlasst, welches auch ein 114-Kanonen-Schiff umfasste. Dieses Schiff, die spätere Real Felipe benannt nach Philipp V. von Spanien, wurde von den beiden Schiffbauingenieuren Cipriáno Autrán y Oliver und Juan Petro Boyer nach den Gaztañeta-Regularien von 1721 entworfen und 1728 auf der Real Astillero de Guarnizo bei Santander auf Kiel gelegt. Der Stapellauf erfolgte im Juli 1732 und die Indienststellung am 22. desselben Monats in Cádiz.
Bei Indienststellung war die Real Felipe das größte Kriegsschiff der Welt. Vergleichbare Schiffe anderer Nationen waren die französische Foudroyant (Stapellauf 1724, 110 Kanonen, 56,47 m × 15,27 m × 8,08 m), die russische Pjotr I i II (Stapellauf 1727, 100 Kanonen, 54,86 m × 14,95 m × 6,63 m) und die britische Victory (Stapellauf 1737, 100 Kanonen, 53,26 m × 15,39 m × 6,25 m).

### Einsatzgeschichte

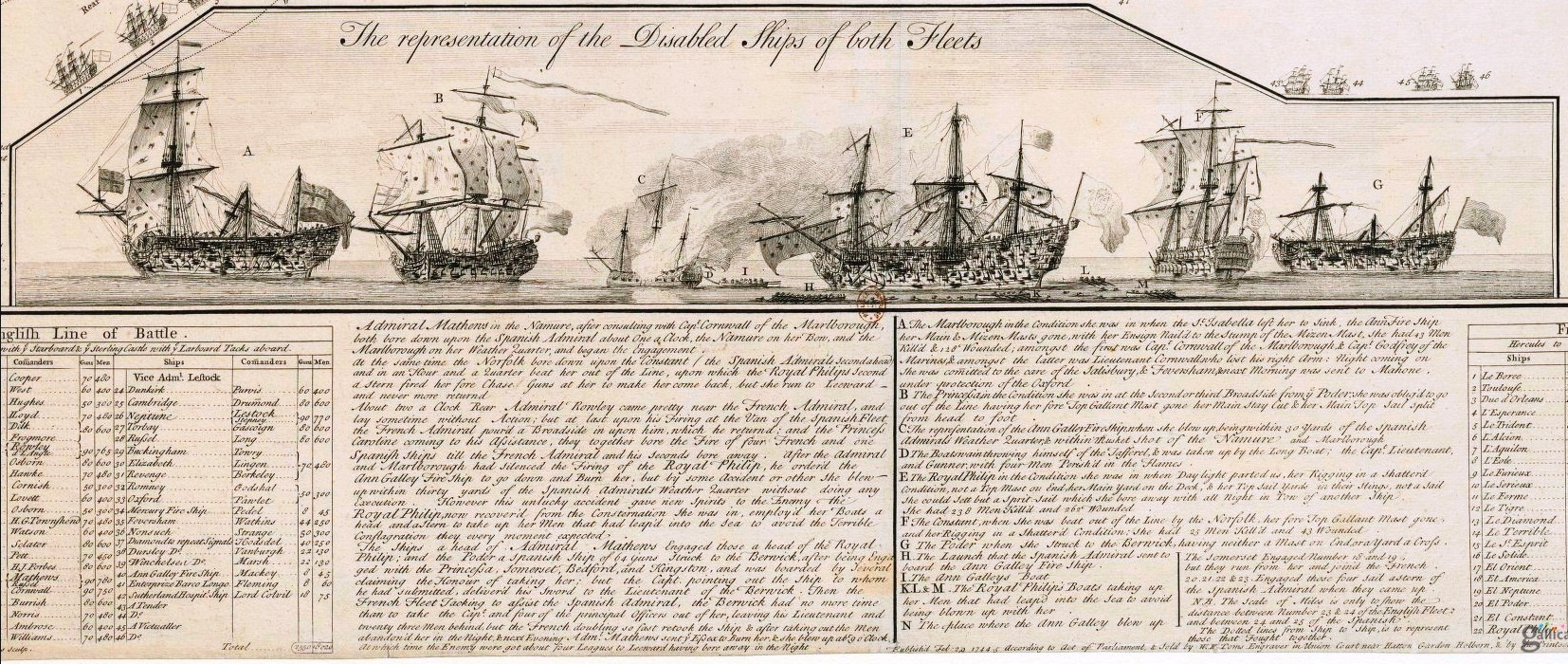
Seeschlacht bei Toulon

Nach ihrer Indienststellung verließ die Real Felipe am 3. September 1732 Cádiz und verlegte nach Barcelona. Von hier lief sie am 29. November 1733, zusammen mit den Linienschiffen Santa Teresa und Galicia, aus um einen spanischen Geleitzug zu schützen, der Verstärkungen für die in Italien stehende Armee des Infanten Don Carlos nach Neapel transportierte (siehe Polnischer Thronfolgekrieg). Nach Abschluss dieser Operation wurde die Real Felipe in Cádiz stationiert und Flaggschiff des dortigen Geschwader unter Jefe de Escuadra Juan José Navarro.
Mit dem Begin neuerlicher Feindseligkeiten zwischen Spanien und Großbritannien am 23. Oktober 1739 (siehe War of Jenkins’ Ear und Österreichischer Erbfolgekrieg) wurden die spanischen Geschwader in Cádiz und Ferrol in Bereitschaft versetzt, um die Seeherrschaft über das westliche Mittelmeer zu erringen und spanische Ansprüche in Italien durchzusetzen. Am 6. Mai 1741 verließ das Geschwader von Admiral Navarro seinen Heimathafen Cádiz um sich mit dem Geschwader von Ferrol zu vereinigen, welches aber durch einen britischen Verband unter Admiral John Norris blockiert wurde. Nachdem diese Operation geglückt war, lief die spanische Flotte am 12. Juni 1741 wieder in Cádiz ein. Die Real Felipe hatte an diesem Einsatz nicht teilgenommen, da sie sich noch in Ausrüstung befand. Admiral Navarro schiffte sich nach Abschluss der Ausrüstung am 5. November 1741 auf dem Schiff ein und verließ zehn Tage später Cádiz mit einem Geschwader von 15 Schiffen (sechs Linienschiffen und neun bewaffneten Handelsschiffen). Ziel war Barcelona um einen Geleitzug nach Italien zu sichern. Hierfür wurde das britische Blockadegeschwader umgangen und die Straße von Gibraltar durchgequert. Auf Höhe von Cartagena wurde der spanische Verband durch ein verfolgendes britisches Geschwader unter Rear-Admiral of the Red Nicholas Haddock bedroht. Zur Unterstützung der Spanier war aber ein französisches Geschwader von 13 Schiffen, unter dem Kommando von Lieutenant-général Claude-Élisée de Court de La Bruyère vom französischen Flottenstützpunkt Toulon ausgelaufen. Obwohl sich Frankreich noch nicht im Krieg mit Großbritannien befand. Nach Vereinigung des spanischen und französischen Geschwaders setzten diese gemeinsam ihre Fahrt nach Barcelona fort. Beobachtet bzw. verfolgt durch das britische Geschwader unter Haddock. Bei umfahrt der Insel Ibiza, wurde in der Nacht des 22. Dezember 1741, die spanisch-französische Flotte durch einen Sturm überrascht und musste beim Kap San Antonio an der Costa Blanca Schutz suchen. Ohne weitere Zwischenfälle erreichte die Flotte am 4. Januar 1742 den Hafen von Barcelona.
Nach Einschiffung aller Versorgungsgüter und Truppen verließ am 14. Januar 1742 der spanisch-französische Geleitzug mit insgesamt 66 Handelsschiffen Barcelona mit Ziel Orbetello in der Toskana. Bereits fünf Tage später wurde der Konvoi durch einen Sturm zerstreut und musste sich bei den Îles d’Hyères sammeln. Hierbei hielt Navarro einen Kriegsrat ab und entschied den Zielhafen zu ändern und Genua anzulaufen. Am 27. Januar 1742 von den Îles d’Hyères startend wurde Genua ohne Probleme erreicht und nach Ausschiffung der Versorgungsgüter am 13. Februar 1742 die Rückreise nach Barcelona gestartet. Wie schon auf der Hinreise geriet die Flotte in einen Sturm, welcher zu Material- und Personalverlusten führte und zu einem Zwischenstopp bei den Îles d’Hyères zwang. Dem Rat des französischen Geschwaderchefs Court de La Bruyère folgend, entschied Navarro, den französischen Flottenstützpunkt Toulon anzulaufen, wo beide Geschwader am 24. Februar 1742 einliefen.
Im Rahmen der bisherigen Einsätze hatte sich gezeigt, dass die Real Felipe gute Segeleigenschaften besaß, aber sie Bautechnisch schlecht ausgeführt war, was ihre Lebensdauer und ihre Fähigkeit schlechtem Wetter zu trotzen beeinträchtigte. In den folgenden zwei Jahren wurde das spanische Geschwader zusammen mit der französischen Mittelmeerflotte durch ein britisches Blockadegeschwader unter Vice-Admiral Thomas Mathews blockiert, der Haddock als Kommandeur der britischen Mittelmeerflotte abgelöst hatte. Navarro verbrachte diese Zeit damit, die Besatzungen auszubilden und die Schiffe, trotz der geringen Mittel, die aus Spanien kamen, einsatzbereit zu halten.
Am 19. Februar 1744 verließ die französisch-spanische Flotte den Hafen von Toulon um einen Durchbruch nach Spanien durchzuführen. In der Folge entwickelte sich am 22. Februar die Seeschlacht bei Toulon. Bei welcher beide Seiten einen Sieg für sich beanspruchten. In der Schlacht entging die Real Felipe nur knapp der Vernichtung durch einen britischen Branderangriff, sie wurde aber schwer beschädigt (entmastet), sodass sie später geschleppt werden musste und hatte Verluste von 500 Toten und Verwundeten zu beklagen, darunter auch ihren Kommandanten. Die Flotte erreichte am 9. März 1744, beschattet von den Briten, den Hafen von Cartagena.
Hier verblieb das Schiff inaktiv, bis es ab Februar 1748 abgerüstet und in eine Hulk umgewandelt wurde. Anschließend wurde es 1755 verkauft.

## Technische Beschreibung
Die Real Felipe war als Batterieschiff mit drei durchgehenden Geschützdecks konzipiert und hatte eine Länge von 55,16 Metern (Geschützdeck) bzw. 46,80 Metern (Kiel), eine Breite von 15,88 Metern und einen Tiefgang von 7,80 Metern. Sie war ein Rahsegler mit drei Masten (Fockmast, Großmast und Kreuzmast), lediglich am Kreuzmast befand sich auf der untersten Position ein Lateinersegel. Der Rumpf schloss im Heckbereich mit einem Heckspiegel, in den Galerien integriert waren, die in die seitlich angebrachten Seitengalerien mündeten. Diese waren aus Repräsentationsgründen durch Schnitzereien und Bildhauerarbeiten geschmückt. Die Beplankung des Schiffes war kraweel ausgeführt, das heißt, die Enden der Planken stießen stumpf aufeinander, so dass eine glatte Außenfläche entstand.

### Bewaffnung
Die Bewaffnung bestand bei Indienststellung aus 114 Kanonen. Zusätzlich wurden zwei kleinere Kanonen auf dem Poopdeck und vier Drehbassen mitgeführt, welche aber nicht zur regulären Bewaffnung mitgezählt wurden. Obwohl die Real Felipe dafür ausgelegt war auf ihrem untersten Batteriedeck 36-Pfünder zu tragen und dies im Artilleriereglement von 1737 auch vorgesehen war, wurde sie niemals mit solchen Geschützen ausgerüstet.
|        | Unteres Batteriedeck | Mittleres Batteriedeck | Oberes Batteriedeck | Backdeck      | Achterdeck     | Kanonen (Geschossgewicht) |
| ------ | -------------------- | ---------------------- | ------------------- | ------------- | -------------- | ------------------------- |
| Design | 30 × 36-Pfünder      | 32 × 24-Pfünder        | 30 × 12-Pfünder     | 6 × 8-Pfünder | 16 × 8-Pfünder | 114 Kanonen (548,415 kg)  |
| 1732   | 30 × 24-Pfünder      | 32 × 24-Pfünder        | 30 × 12-Pfünder     | 6 × 8-Pfünder | 16 × 8-Pfünder | 114 Kanonen (465,601 kg)  |

## Besatzung
Die Besatzung hatte eine Stärke von 883 bis 1152 Mann.

### Kommandanten
- Capitán de navío Francisco de Liaño y Arjona (mind. September 1732 – 1733)
- Capitán de navío Nicolás Geraldino (November 1741 – 24. Februar 1744)
- Capitán de navío Carlos Casanueva (März 1744 – 16. Juni 1747)
- Capitán de navío Isidoro García del Postigo y del Prado (17. Juni 1747 – 1748)

## Bemerkungen
1. ↑  Das Bauprogramm von 1722 umfasste neben der Real Felipe (114 Kanonen), zwei 80er, vier 70er und vier 60-Kanonen-Linienschiffe. An Fregatten wurden vier 30-Kanonen-Schiffe in Spanien und fünf "Konvoischiffe" (ein 58er und vier 50er) in Amerika geordert.
2. ↑  Bei der Berechnung des Gewichtes einer Breitseite kann es zu Unterschieden kommen, da in der damaligen Zeit ein Pfund, je nach Land, unterschiedliche Gewichtswerte hatte. Das spanische Libra hatte z. B. ein Gewicht von 460,08 Gramm, während das englische Pound ein Gewicht von 453,592 Gramm hatte.